# Xeuilley
Xeuilley és un municipi francès situat al departament de Meurthe i Mosel·la i a la regió del Gran Est. L'any 2007 tenia 765 habitants.

## Demografia

### Població
El 2007 la població de fet de Xeuilley era de 765 persones. Hi havia 280 famílies, de les quals 52 eren unipersonals (20 homes vivint sols i 32 dones vivint soles), 96 parelles sense fills, 116 parelles amb fills i 16 famílies monoparentals amb fills.
La població ha evolucionat segons el següent gràfic:
Habitants censats

### Habitatges
El 2007 hi havia 306 habitatges, 282 eren l'habitatge principal de la família, 3 eren segones residències i 21 estaven desocupats. 282 eren cases i 23 eren apartaments. Dels 282 habitatges principals, 227 estaven ocupats pels seus propietaris, 49 estaven llogats i ocupats pels llogaters i 6 estaven cedits a títol gratuït; 4 tenien dues cambres, 22 en tenien tres, 60 en tenien quatre i 196 en tenien cinc o més. 201 habitatges disposaven pel capbaix d'una plaça de pàrquing. A 95 habitatges hi havia un automòbil i a 159 n'hi havia dos o més.

### Piràmide de població
La piràmide de població per edats i sexe el 2009 era:
| Homes | Edats   | Dones |
| ----- | ------- | ----- |
| 0     | 95 o +  | 0     |
| 4     | 90 a 94 | 8     |
| 0     | 85 a 89 | 8     |
| 0     | 80 a 84 | 4     |
| 8     | 75 a 79 | 0     |
| 8     | 70 a 74 | 24    |
| 4     | 65 a 69 | 20    |
| 24    | 60 a 64 | 16    |
| 12    | 55 a 59 | 20    |
| 36    | 50 a 54 | 28    |
| 36    | 45 a 49 | 28    |
| 24    | 40 a 44 | 40    |
| 36    | 35 a 39 | 24    |
| 20    | 30 a 34 | 16    |
| 8     | 25 a 29 | 32    |
| 36    | 20 a 24 | 16    |
| 36    | 15 a 19 | 44    |
| 36    | 10 a 14 | 12    |
| 36    | 5 a 9   | 16    |
| 24    | 0 a 4   | 20    |

## Economia
El 2007 la població en edat de treballar era de 525 persones, 386 eren actives i 139 eren inactives. De les 386 persones actives 360 estaven ocupades (191 homes i 169 dones) i 26 estaven aturades (11 homes i 15 dones). De les 139 persones inactives 56 estaven jubilades, 49 estaven estudiant i 34 estaven classificades com a «altres inactius».

### Ingressos
El 2009 a Xeuilley hi havia 288 unitats fiscals que integraven 777,5 persones, la mediana anual d'ingressos fiscals per persona era de 19.863 €.

### Activitats econòmiques
Dels 23 establiments que hi havia el 2007, 2 eren d'empreses alimentàries, 2 d'empreses de fabricació d'altres productes industrials, 3 d'empreses de construcció, 4 d'empreses de comerç i reparació d'automòbils, 2 d'empreses de transport, 2 d'empreses d'hostatgeria i restauració, 1 d'una empresa d'informació i comunicació, 1 d'una empresa immobiliària, 2 d'empreses de serveis i 4 d'empreses classificades com a «altres activitats de serveis».
Dels 4 establiments de servei als particulars que hi havia el 2009, 1 era un paleta, 1 empresa de construcció i 2 restaurants.
L'únic establiment comercial que hi havia el 2009 era una fleca.
L'any 2000 a Xeuilley hi havia 5 explotacions agrícoles.

## Equipaments sanitaris i escolars
El 2009 hi havia una escola elemental.

## Poblacions més properes
El següent diagrama mostra les poblacions més properes.